# Затонский (Саратовская область)
Затонский — поселок в Балаковском районе Саратовской области России. Входит в состав Натальинского муниципального образования.

## История
В 1984 г. Указом Президиума ВС РСФСР поселок Элеватор переименован в Затонский.

## Географические данные
Посёлок находится в 171км ( по дороге) от города Саратов.  И в 139 км непосредственно до Саратова ( Напрямую) . 
Примерно в 700-800 метрах от посёлка находится Саратовское водохранилище.

## Население
| 2002 | 2010 |
| ---- | ---- |
| 190  | ↘169 |